# Горішнє (Моршинська міська громада)
Горі́шнє (до 1946 року Верхній Нинів або Нинів-Горішній) — село в Україні, у Стрийському районі Львівської області. Населення становить 329 осіб. Орган місцевого самоврядування - Моршинська міська рада.

## Історія
15 червня 1934 року село передане з Долинського повіту до Стрийського.

## Політика

### Парламентські вибори, 2019
На позачергових парламентських виборах 2019 року у селі функціонувала окрема виборча дільниця № 461454, розташована у приміщенні школи.
Результати
- зареєстровано 233 виборці, явка 69,10%, найбільше голосів віддано за партію «Голос» — 19,25%, за «Європейську Солідарність» — 18,63%, за «Слугу народу» — 17,39%.[3] В одномандатному окрузі найбільше голосів отримав Андрій Гергерт (Всеукраїнське об'єднання «Свобода») — 35,85%, за Ірину Карпінську (Українська партія) — 27,04%, за Андрія Кота (самовисування) — 11,32%[4].